# オイスターバー

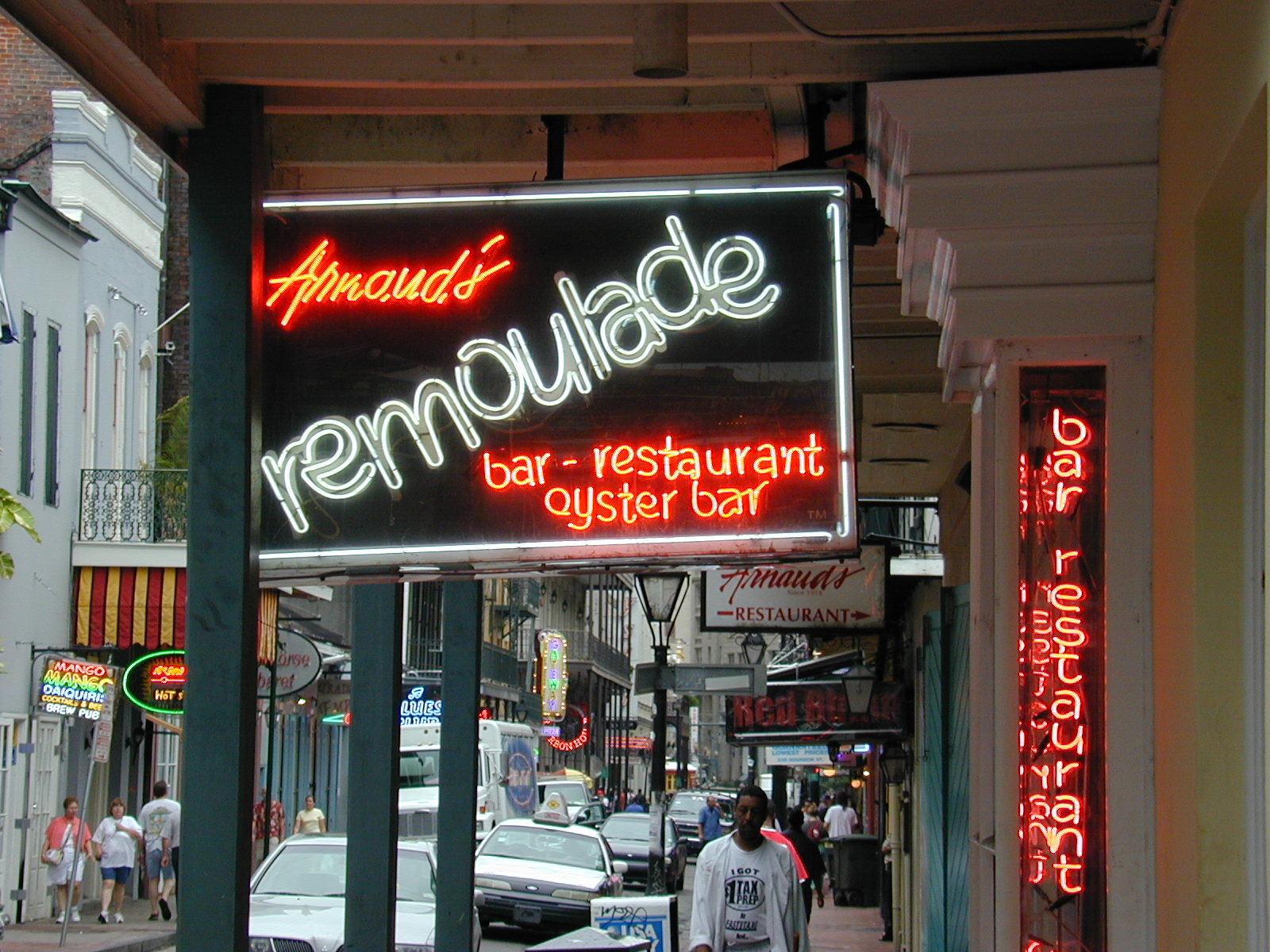
「バー・レストランとオイスターバー」と記された、ニューオーリンズの店の看板。

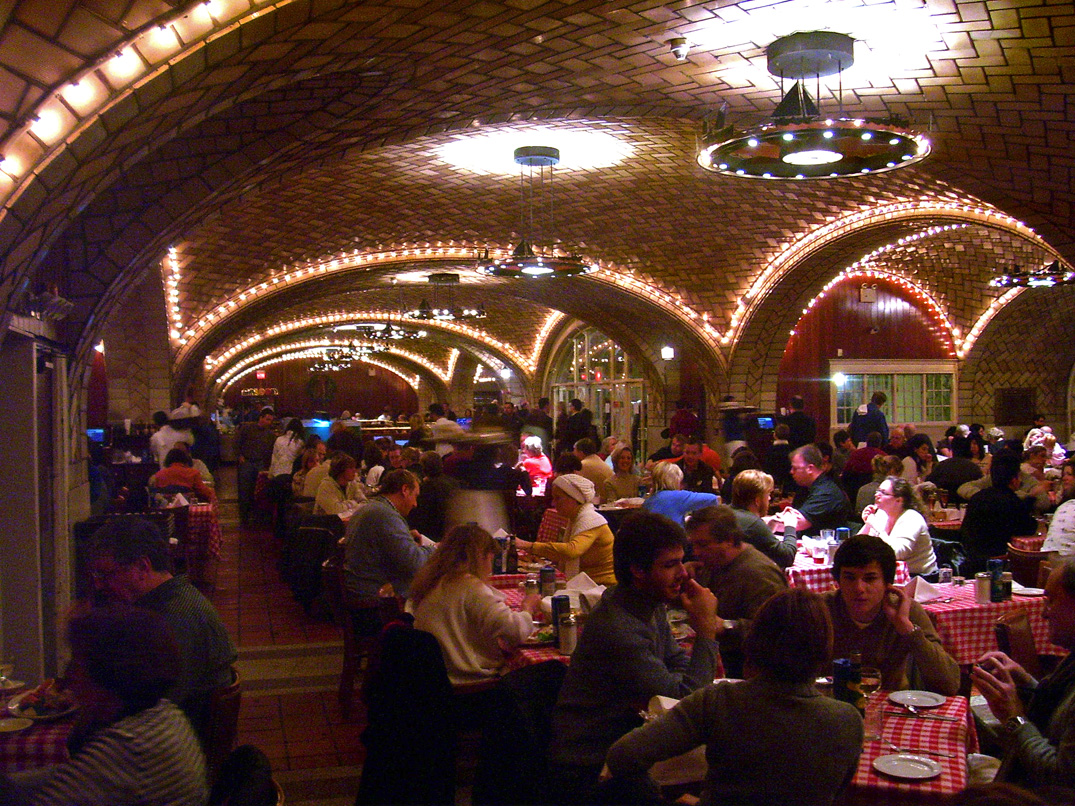
ニューヨーク、グランド・セントラル駅構内のグランド・セントラル・オイスター・バー＆レストラン。

オイスターバー（英語: oyster bar）は、生ガキを食事に出すレストランやバールの内部の一角に設けられた施設、ないしレストランの類型のひとつ。

## 概要
カキはその場で、通常はカウンター内の顧客に見えるところで、殻を開ける。
カウンターの天板には、通常、大理石や花崗岩など、不浸透性でシミができず、清潔に保ちやすい素材が用いられる。アメリカ合衆国のオイスターバーでは、顧客が自分好みのカクテルソースを作れるよう、調味料などの材料が置かれていることが多い。